# Bundeswahlausschuss
Ein Bundeswahlausschuss in Deutschland ist eines von mehreren Wahlorganen, die mit der Vorbereitung und Durchführung der Bundestagswahlen und der Europawahlen beauftragt sind. Er besteht aus dem Bundeswahlleiter, acht von ihm berufenen Wahlberechtigten als Beisitzern und seit 2012 zudem auch zwei Richtern des Bundesverwaltungsgerichts (§ 9 Absatz 2 Bundeswahlgesetz (BWahlG)). Bei der Berufung der Beisitzer sollen die von den Parteien vorgeschlagenen Personen in der Reihenfolge der Zweitstimmenergebnisse dieser Parteien berücksichtigt werden (§ 4 Absatz 2 Bundeswahlordnung (BWO)).
Alle Sitzungen des Bundeswahlausschusses finden öffentlich statt (§ 10 Absatz 1 BWahlG). Die Amtszeit des Bundeswahlausschusses endet spätestens mit dem Ende der Wahlperiode (§ 4 Absatz 4 BWO).

## Aufgaben bei Bundestagswahlen
Bei Bundestagswahlen hat der Bundeswahlausschuss folgende Aufgaben: Er
- stellt für alle Wahlorgane verbindlich fest, welche Parteien im Deutschen Bundestag oder einem Landtag seit deren letzter Wahl auf Grund eigener Wahlvorschläge ununterbrochen mit einer Mindestzahl von fünf Abgeordneten vertreten sind. Nur solche Parteien können Wahlvorschläge einreichen, ohne Unterstützungsunterschriften beibringen zu müssen (vgl. § 2, Parteiengesetz) und werden ohne Prüfung bei einer bevorstehenden Bundestagswahl zugelassen;
- stellt fest, welche politischen Gruppierungen, die bis zum 97. Tag vor der Wahl ihre Beteiligung angezeigt haben, für die Wahl als Parteien anzuerkennen sind. Zur Ablehnung der Anerkennung ist eine Zweidrittelmehrheit erforderlich. Dabei ist er an die Vorgaben des Grundgesetzes, des Bundeswahlgesetzes und des Parteiengesetzes über die Zulassung der Parteien gebunden. Die Entscheidung trifft der Bundeswahlausschuss spätestens am 79. Tag vor der Wahl. Im Fall einer Auflösung des Bundestages werden die Fristen durch Rechtsverordnung des Bundesministeriums des Innern anders festgesetzt;
- verhandelt Beschwerden gegen die Zulassung oder Nichtzulassung einer Landesliste durch einen Landeswahlausschuss (§ 42 Bundeswahlordnung);
- stellt abschließend fest, wie viele Stimmen auf die einzelnen Landeslisten entfallen, wie viele Sitze die einzelnen Listen erhalten und welche Personen gewählt sind (§ 78 Bundeswahlordnung).

## Aufgaben bei Europawahlen
Bei Europawahlen hat der Bundeswahlausschuss folgende Aufgaben:
- Beschwerdeinstanz gegen Entscheidungen des Landeswahlausschüsse und des Bundeswahlleiters im Mängelbeseitigungsverfahren
- Beschlussfassung über die Zulassung der gemeinsamen Listen für alle Länder; Beschlussfassung über die Erklärung, dass eine Liste oder mehrere Listen für einzelne Länder von der Listenverbindung ausgeschlossen sein sollen
- Feststellung der auf die einzelnen Wahlvorschläge insgesamt abgegebenen Stimmen, wie viele Sitze auf die einzelnen Wahlvorschläge entfallen und welche Bewerber gewählt sind (§ 18 Abs. 4 Europawahlgesetz).

## Ausschussmitglieder

### Europawahl 2014
Zur Europawahl 2014 setzte sich der Ausschuss so zusammen:
- Roderich Egeler, Vorsitzender (Bundeswahlleiter); Stellvertreter: Dieter Sarreither (Stellvertretender Bundeswahlleiter)

Beisitzer:
- Michael Brenner (CDU); Stellvertreter: Peter Dany
- Hartmut Geil (Bündnis 90/Die Grünen); Stellvertreter: Michael Kellner
- Petra Kansy (CDU); Stellvertreter: Detlef Gottschalck
- Jörg Paschedag (FDP); Stellvertreter: Thomas Hahn
- Johannes Risse (SPD); Stellvertreter: Thomas Notzke
- Cornelie Sonntag-Wolgast (SPD); Stellvertreterin: Monika Zeeb
- Hans Michael Strepp (CSU); Stellvertreter: Tobias Miethaner
- Halina Wawzyniak (Die Linke); Stellvertreterin: Claudia Gohde

Richter am Bundesverwaltungsgericht:
- Werner Neumann; Stellvertreter: Jürgen Vormeier
- Renate Philipp; Stellvertreterin: Kirsten Kuhlmann

### Bundestagswahl 2017
Zur Bundestagswahl 2017 oder zur Europawahl 2019 gehörten bzw. gehören dem Bundeswahlausschuss an:
- der Bundeswahlleiter Dieter Sarreither (Vorsitzender), Präsident des Statistischen Bundesamts zur Bundestagswahl 2017
- der Bundeswahlleiter Georg Thiel (Vorsitzender), Präsident des Statistischen Bundesamts zur Europawahl 2019

die von den Parteien benannten Beisitzer
- Michael Brenner (vorgeschlagen von der CDU), Ausschussmitglied zur Bundestagswahl 2017 und zur Europawahl 2019
- Hartmut Geil (vorgeschlagen von den Grünen), Vorsitzender des Bundesschiedsgerichts von Bündnis 90/Die Grünen, Ausschussmitglied zur Bundestagswahl 2017 und zur Europawahl 2019
- Petra Kansy (vorgeschlagen von der CDU), Rechtsanwältin und Stadträtin, Ausschussmitglied zur Bundestagswahl 2017 und zur Europawahl 2019
- Georg Pazderski (vorgeschlagen von der AfD), Ausschussmitglied zur Europawahl 2019
- Bianca Rabl (vorgeschlagen von der CSU), Ausschussmitglied zur Bundestagswahl 2017 und zur Europawahl 2019
- Kerstin Pohnke (vorgeschlagen von Die Linke), Rechtsanwältin, Ausschussmitglied zur Bundestagswahl 2017
- Johannes Risse (vorgeschlagen von der SPD), Ministerialrat, Ausschussmitglied zur Bundestagswahl 2017 und zur Europawahl 2019
- Jörg Schindler (vorgeschlagen von Die Linke), Ausschussmitglied zur Europawahl 2019
- Cornelie Sonntag-Wolgast (vorgeschlagen von der SPD), Ausschussmitglied zur Bundestagswahl 2017 und zur Europawahl 2019
- Birgit Stenzel (vorgeschlagen von Die Linke), Rechtsanwältin, Ausschussmitglied zur Bundestagswahl 2017

sowie die Richter am Bundesverwaltungsgericht
- Kirsten Kuhlmann, Ausschussmitglied zur Europawahl 2019
- Peter Martini, Ausschussmitglied zur Bundestagswahl 2017
- Jürgen Vormeier, Ausschussmitglied zur Bundestagswahl 2017 und zur Europawahl 2019

### Bundestagswahl 2021
Der Bundeswahlausschuss zur Bundestagswahl 2021 setzt sich aus folgenden Mitgliedern zusammen:
- Georg Thiel (Vorsitzender); Stellvertreter: Heinz-Christoph Herbertz (Stellvertretender Bundeswahlleiter)

die von den Parteien benannten Beisitzer:
- Michael Brenner (vorgeschlagen von der CDU); Stellvertreter: Detlef Gottschalck
- Mechthild Dyckmans (vorgeschlagen von der FDP); Stellvertreterin: Judith Pirscher
- Hartmut Geil (vorgeschlagen von Bündnis 90/Die Grünen); Stellvertreterin: Emily May Büning
- Petra Kansy (vorgeschlagen von der CDU); Stellvertreterin: Gabriele Hauser
- Georg Pazderski (vorgeschlagen von der AfD); Stellvertreter: Roman Reusch
- Johannes Risse (vorgeschlagen von der SPD; Risse ist Mitglied der Bundesschiedskommission der Partei); Stellvertreterin: Cornelie Sonntag-Wolgast
- Jörg Schindler (vorgeschlagen von Die Linke); Stellvertreterin: Claudia Gohde
- Tobias Schmid (vorgeschlagen von der CSU; er ist Hauptgeschäftsführer der Partei); Stellvertreter: Florian Bauer

sowie die Richter am Bundesverwaltungsgericht:
- Petra Hoock; Stellvertreterin: Anne-Kathrin Fricke
- Stefan Langer; Stellvertreter: Damian-Markus Preisner

### Europawahl 2024
Der Bundeswahlausschuss zur Europawahl 2024 setzt sich aus folgenden Mitgliedern zusammen:
- Ruth Brand (Vorsitzende); Stellvertreter: Heinz-Christoph Herbertz (Stellvertretender Bundeswahlleiter)

die von den Parteien benannten Beisitzer:
- Stefan Birkner (vorgeschlagen von der FDP); Stellvertreterin: Daniela Masberg-Eikelau
- Michael Brenner (vorgeschlagen von der CDU); Stellvertreter: Jens Gnisa
- Ates Gürpinar (vorgeschlagen von Die Linke); Stellvertreterin: Katina Schubert
- Petra Kansy (vorgeschlagen von der CDU); Stellvertreterin: Gabriele Hauser
- Anna von Notz (vorgeschlagen von Bündnis 90/Die Grünen); Stellvertreterin: Justus Duhnkrack
- Roman Reusch (vorgeschlagen von der AfD); Stellvertreter: Carsten Hütter
- Johannes Risse (vorgeschlagen von der SPD; Risse ist Mitglied der Bundesschiedskommission der Partei); Stellvertreterin: Heike Werner
- Amelie Singer (vorgeschlagen von der CSU); Stellvertreter: Björn Reich

sowie die Richter am Bundesverwaltungsgericht:
- Petra Hoock; Stellvertreter: Günter Burmeister
- Stefan Langer; Stellvertreterin: Stephanie Gamp

### Bundestagswahl 2025
Der Bundeswahlausschuss zur Bundestagswahl 2025 setzt sich aus folgenden Mitgliedern zusammen:
- Ruth Brand (Vorsitzende); Stellvertreter: Heinz-Christoph Herbertz (Stellvertretender Bundeswahlleiter)

die von den Parteien benannten Beisitzer:
- Stefan Birkner (vorgeschlagen von der FDP); Stellvertreterin: Daniela Masberg-Eikelau
- Michael Brenner (vorgeschlagen von der CDU); Stellvertreter: Hans Hofmann
- Emily Büning (vorgeschlagen von Bündnis 90/Die Grünen); Stellvertreter: Justus Duhnkrack
- Petra Kansy (vorgeschlagen von der CDU); Stellvertreterin: Gabriele Hauser
- Roman Reusch (vorgeschlagen von der AfD); Stellvertreter: Hans-Holger Malcomeß
- Johannes Risse (vorgeschlagen von der SPD; Risse ist Mitglied der Bundesschiedskommission der Partei); Stellvertreter: Jürgen Gasper
- Tobias Schmid (vorgeschlagen von der CSU CSU; er ist Hauptgeschäftsführer der Partei); Stellvertreter: Henry Frank
- Andy Woditschka (vorgeschlagen von der SPD); Stellvertreterin: Sophia Simon

sowie die Richter am Bundesverwaltungsgericht:
- Günter Burmeister; Stellvertreterin: Katharina Harms
- Petra Hoock; Stellvertreterin: Stephanie Gamp

## Kritik
Die Organisation für Sicherheit und Zusammenarbeit in Europa (OSZE) kritisierte in ihrem Bericht zur Beobachtung der Bundestagswahl 2009, dass es keine spezifischen, messbaren Kriterien für die Zulassung von Parteien gebe. Als besonders problematisch sah die OSZE die fehlenden Einspruchsmöglichkeiten bei einer Rechtsbehörde vor der Wahl an. Sie bemerkte, dass die Mitglieder des Bundeswahlausschusses nicht vor Interessenkonflikten gefeit sind, da diese auch Vertreter der Parteien sind.
Die Ablehnung verschiedener kleinerer Parteien stieß in den Medien auf Kritik. Zur Bundestagswahl 2013 wurde das Verfahren der Parteienzulassung durch das „Gesetz zur Verbesserung des Rechtsschutzes in Wahlsachen“ reformiert. Gegen die Feststellung, welche Parteien im Deutschen Bundestag oder in einem Landtag seit deren letzter Wahl auf Grund eigener Wahlvorschläge ununterbrochen mit mindestens fünf Abgeordneten vertreten waren (somit keine Unterstützungsunterschriften sammeln müssen) und ob eine Vereinigung, die ihre Absicht zur Beteiligung an der Wahl angezeigt hat, als Partei anzuerkennen ist, ist nun – noch vor der Wahl – eine Beschwerde zum Bundesverfassungsgericht möglich (§ 18 Absatz 4a BWahlG). Außerdem wurde bestimmt, dass zwei Richter dem Wahlausschuss angehören müssen.